# Abramo Bartolommeo Massalongo

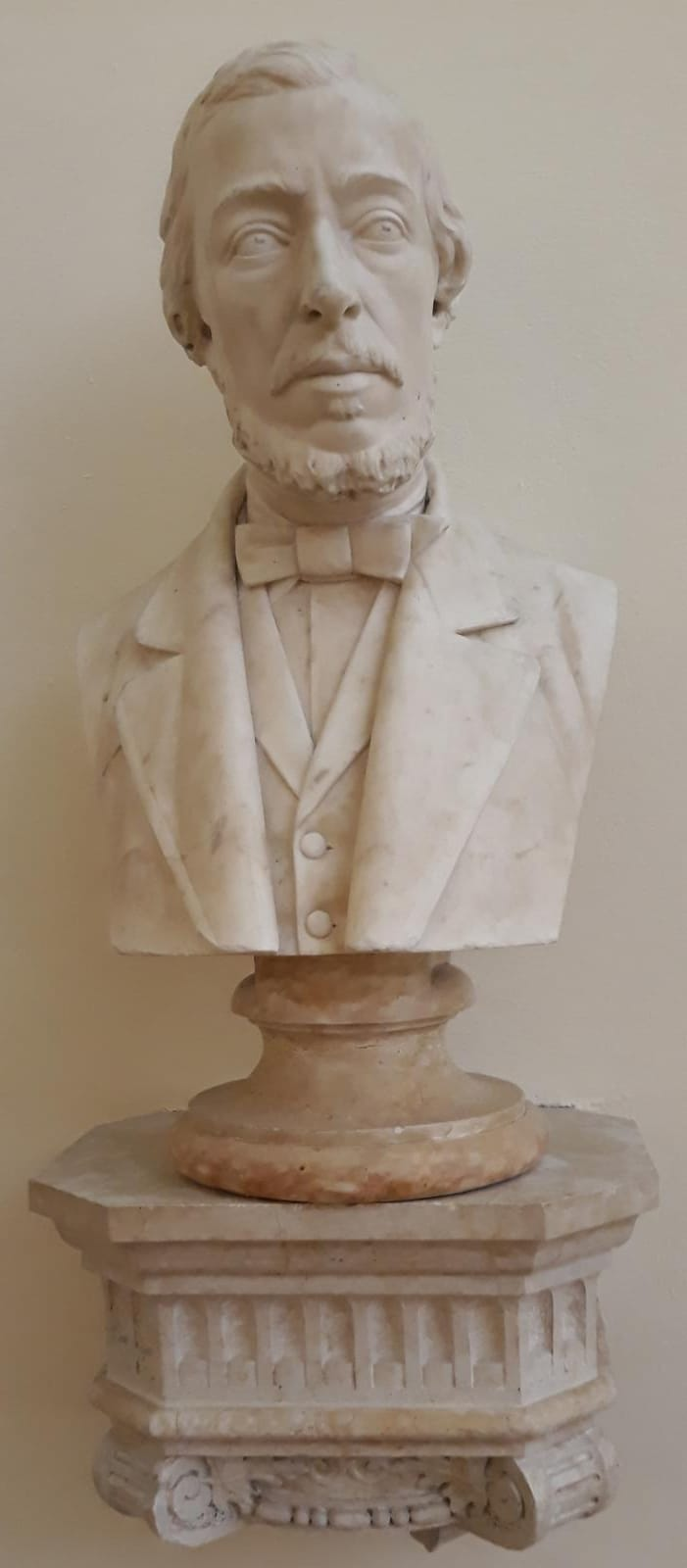
Büste des Abramo Bartolommeo Massalongo

Abramo Bartolommeo Massalongo (* 13. Mai 1824 in Tregnago; † 25. Mai 1860 in Verona) war ein italienischer Botaniker, Herpetologe und Mykologe. Sein botanisches Autorenkürzel lautet „A.Massal.“

## Leben und Werk
Abramo Bartolommeo Massalongo wurde 1824 in der Kleinstadt Tregnago bei Verona als Sohn von Bartolomeo Massalongo und Teresa Milani geboren. Er studierte ab 1844 zunächst Medizin an der Universität Padua, musste jedoch das Studium aufgeben und studierte stattdessen Rechtswissenschaft in Padua und Verona. 1850 promovierte  er zum Dr. jur. Er verfolgte jedoch eine naturwissenschaftliche Laufbahn und erforschte die Geologie und Botanik seiner Heimat und wurde zu einem der frühesten Vertreter der Paläobotanik in Italien. Später wurden Flechten sein Forschungsschwerpunkt.
Er war ab dem 7. Dezember 1856 Mitglied der Accademia delle Scienze di Torino.
Er heiratete Maria Colognato. Aus der Ehe ging der Hepatologe Caro Benigno Massalongo und der Mediziner Roberto Massalongo hervor.
Massalongo ist der Erstbeschreiber mehrerer Arten, darunter der Flechten Alectoria ochroleuca, Menegazzia terebrata und Caloplaca cerina var. muscorum. Die Flechtengattung Massalongia wurde nach ihm benannt.
Abramo Bartolommeo Massalongo verstarb 1869 nur wenige Tage nach seinem 36. Geburtstag an Tuberkulose in Verona.